# صموئيل أدلر (رسام)
صموئيل أدلر (بالإنجليزية: Samuel Adler)‏ هو رسام أمريكي، ولد في 30 يوليو 1898 في نيويورك في الولايات المتحدة، وتوفي في 1979.